# 예지 트렐라
예지 유제프 트렐라(폴란드어: Jerzy Józef Trela, 1942년 3월 14일~2022년 5월 15일)는 폴란드의 배우이다.

## 출연 작품

### 영화
- 《어 그래인 오브 트루쓰》 (2015년)
- 《킹 오브 라이프》 (2015년)
- 《이다》 (2013년) - 시몬 역
- 《호프》 (2007년)
- 《회복》 (2006년)
- 《우부, 더 킹》 (2003년)
- 《은빛 지구》 (1988년)